# Acmotemnus luteiclava
Acmotemnus luteiclava är en stekelart som beskrevs av John S. Noyes och Valentine 1989. Acmotemnus luteiclava ingår i släktet Acmotemnus och familjen dvärgsteklar. Inga underarter finns listade i Catalogue of Life.